# Patagonische woestijn

De locatie van de Patagonische woestijn (paars)

De Patagonische woestijn of Patagonische steppe is een woestijn in Zuid-Amerika. Het is een rotswoestijn in de regenschaduw van de Andes.
Het is de grootste woestijn in Argentinië en de achtste in grootte ter wereld, met een oppervlakte van 673.000 km². Dit gebied ligt voor het overgrote deel in Argentinië met kleinere delen in Chili, wordt in het westen begrensd door de Andes en in het oosten door de Atlantische Oceaan. In het noorden gaat de woestijn over in de regio Cuyo en de pampa. Het centrale deel van de steppe wordt gedomineerd door struiken en kruidachtige planten; verder naar het westen waar de neerslag wat hoger is, vooral grassen. Topografisch bestaat het gebied uit tafelbergen afgewisseld door riviervalleien en canyons. In het westen bevinden zich meren van glaciale oorsprong en gaat het landschap over in kale bergen met bossen van de gematigde streken in rivierdalen.
Het gebied werd voordat de Spanjaarden kwamen, bewoond door jager-verzamelaars. In de 19e eeuw kwamen er migranten als de Mapuches, Chilenen, Argentijnen, Welshmen en andere Europese volken. Daarmee werd het van een moeilijk bewoonbaar gebied geleidelijk veranderd in een integraal deel van Argentinië, waar het land gebruikt wordt om vee, schapen en paarden te houden.

## Geografie en klimaat
De Patagonische woestijn is de grootste van de 40e breedtegraad, het grootste deel ervan heeft een koude winter (code BWk volgens de klimaatclassificatie van Köppen). Het noordelijk deel is warmer met code BWh. Ten noorden daarvan gaat het over in steppeklimaat, code BS. In de winter is vorst een vrij normaal verschijnsel maar door de droogte valt er zelden sneeuw. De Andes zorgen voor regenschaduw aan de oostzijde. De koude Falklandstroom aan de Atlantische kust gaat ook het ontstaan van neerslag tegen.
Temperaturen overdag in de zomer bereiken 31 °C in het Rio Colorado-gebied, van 26 °C tot 29 °C langs de noordelijke kust, en 24 °C tot 28 °C in de noordelijke vlakten. De nachttemperaturen variëren van 15 °C langs de kust tot 8 °C in de steppe. In het zuiden van de woestijn liggen in de zomer de dagtemperaturen rond 19 °C langs de kust tot 22 °C in het binnenland.
In de winter is het langs de noordkust vrij zacht met temperaturen gemiddeld tussen 2 °C in de nachten tot 11 °C overdag. In het binnenland is het kouder, met etmaaltemperaturen tussen de 0 °C tot 10 °C in laaggelegen gebieden maar kouder op de hogere vlakten. In het zuiden varieert de gemiddelde nacht- en dagtemperatuur tussen -3 °C en 4 °C. Tijdens koudegolven in de winter is strenge vorst mogelijk. De windrichting is overheersend westelijk.

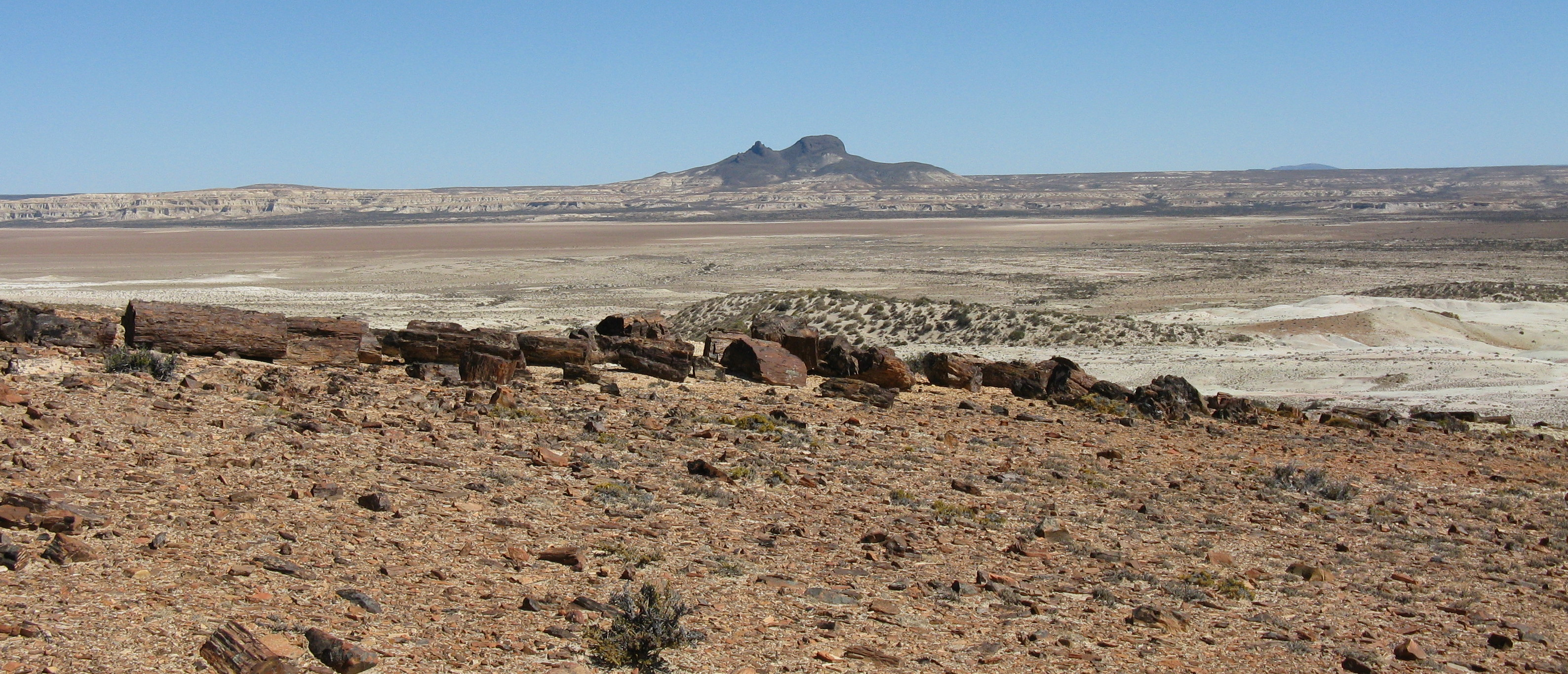
Kale woestijn, met het Bosques Petrificados National Monument (versteende boomstammen)

Voordat de Andes werden gevormd was het gebied begroeid met bossen van de gematigde breedten. Na vorming van de Andes bedekte de as van nabije vulkanen de bossen, werden de boomstammen gefossiliseerd en ontstond een van de best bewaarde versteende bossen ter wereld bij Sarmiento. Patagonië bestaat grotendeels uit grindvlakten en plateaus met zandstenen canyons, met gezandstraalde kleistructuren in het landschap.
De woestijn is winderig door vanaf de Andes dalende luchtstromen. Dit maakt het gebied een belangrijke bron van stof over de zuidelijke Atlantische Oceaan.
Vulkanische rotsen bedekken meer dan 120.000 km2 van het woestijngebied, vooral in het Somun Cura Massif (Noord-Patagonisch massief) en het Deseado Massif. Andere vulkanische gebieden zijn het Pali-Aike Vulkanisch veld bij de Straat Magelhaen. De vulkanische rotsen dateren uit twee periodes: van het Eoceen tot Mioceen, en de tweede van het laat-Mioceen tot het Pleistoceen.

## Fauna en flora
Vooral langs de randen van de woestijn, waar de leefomgeving minder vijandig is, komen dieren voor zoals de holenuil, Darwins nandoe, guanaco, ctenomys, mara, gordeldier, Patagonische wezel, poema, Patagonische vos, leguaan, westelijke lintslang, en diverse soorten roofvogels.
De woestijnflora bestaat uit struiken als Acantholippia en Benthamiella en grassen als Stipa en beemdgras. Vochtiger graslanden en grotere struiken en bomen zijn te vinden langs de randen van de woestijn en rond de meren die ontstaan zijn door afvloeiend water van de Andes. Aan de westkant van de woestijn gaan de graslanden over in nothofagus-bossen.

## Gebruik door de mens

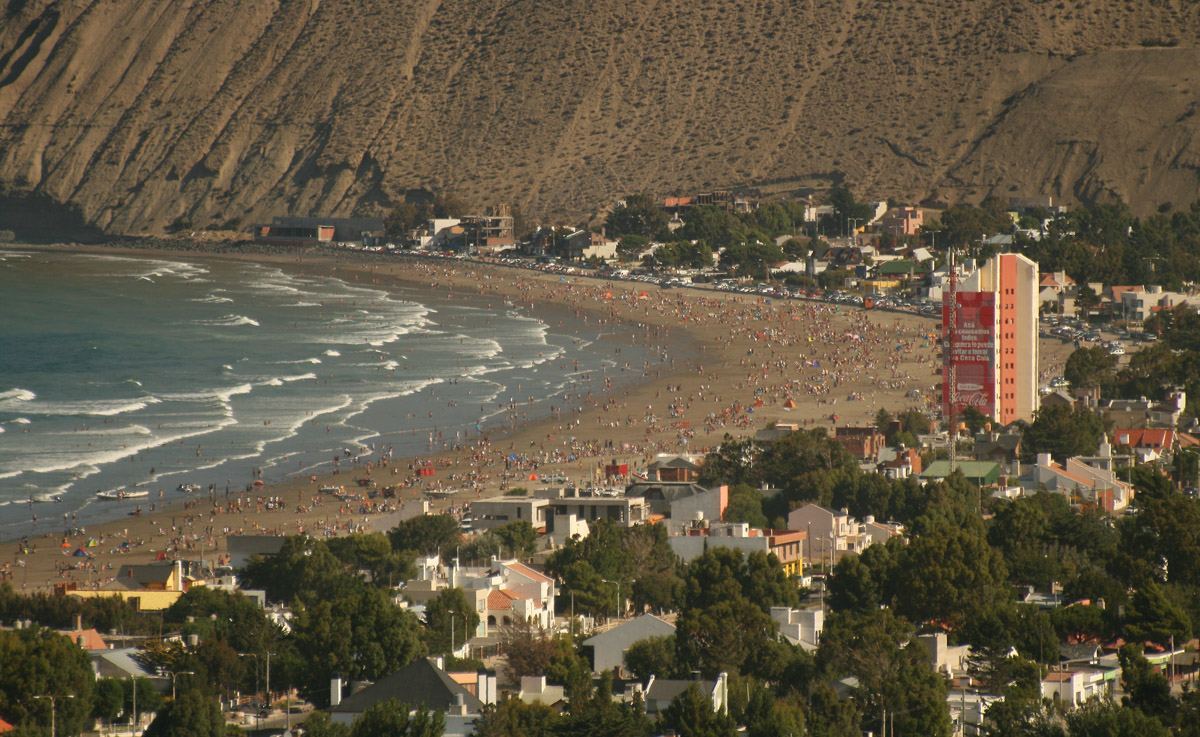
De meeste grotere plaatsen, zoals Rada Tilly, liggen aan de kust van de Atlantische Oceaan.

Uit rotstekeningen blijkt dat de woestijn in het verleden woongebied was van diverse inheemse volken. De vroegste bewoners waarvan de naam bekend is, waren de Tehuelche. Ze leefden als jagers en verzamelaars en bedreven geen landbouw. In de 18e en 19e eeuw kwam het noordelijk deel van de woestijn onder invloed van Mapuche. Zij hielden paarden en dreven handel met steden in Zuid-Chili, Buenos Aires en de regio Cuyo.
Vanaf het midden van de 19e eeuw verschenen er Argentijnse en Europese vestigingen langs de randen van de woestijn. De belangrijkste was aan de monding van de Chubut door immigranten uit Wales in 1860. In de jaren 1870 voerde Argentinië de Conquest of the Desert campagne, en bestreed en versloeg Mapuche krijgsheren. Dit werd gevolgd door een scherpe daling van de inheemse bevolking in de woestijn, naar schatting werden rond 1000 bewoners gedood. Voorts werden er rond de 10.000 gevangen genomen. De grensovereenkomst van 1881 tussen Chili en Argentinië bracht het grootste deel definitief onder Argentijns bestuur.
In enkele tientallen jaren rond 1900 vond in de minder droge gebieden van de Patagonische steppe een sterke uitbreiding van schapenhouderij plaats. Het werd een van de grootste exporteurs van wol en schapenvlees ter wereld.
Tegenwoordig is het gebied dunbevolkt en bewoners leven nog vooral van de schapen- en geitenteelt. Op sommige plaatsen worden olie, gas en steenkool gewonnen.